# Селэнге (водохранилище)
Селэнге́ (фр. Lac de Sélingué) — водохранилище в области Сикасо на юго-востоке Мали, образованное на реке Санкарани после строительства плотины Селэнге. Расположено в 140 км к западу от Бамако на границе с Гвинеей. Высота над уровнем моря — 348,5 м.

## История

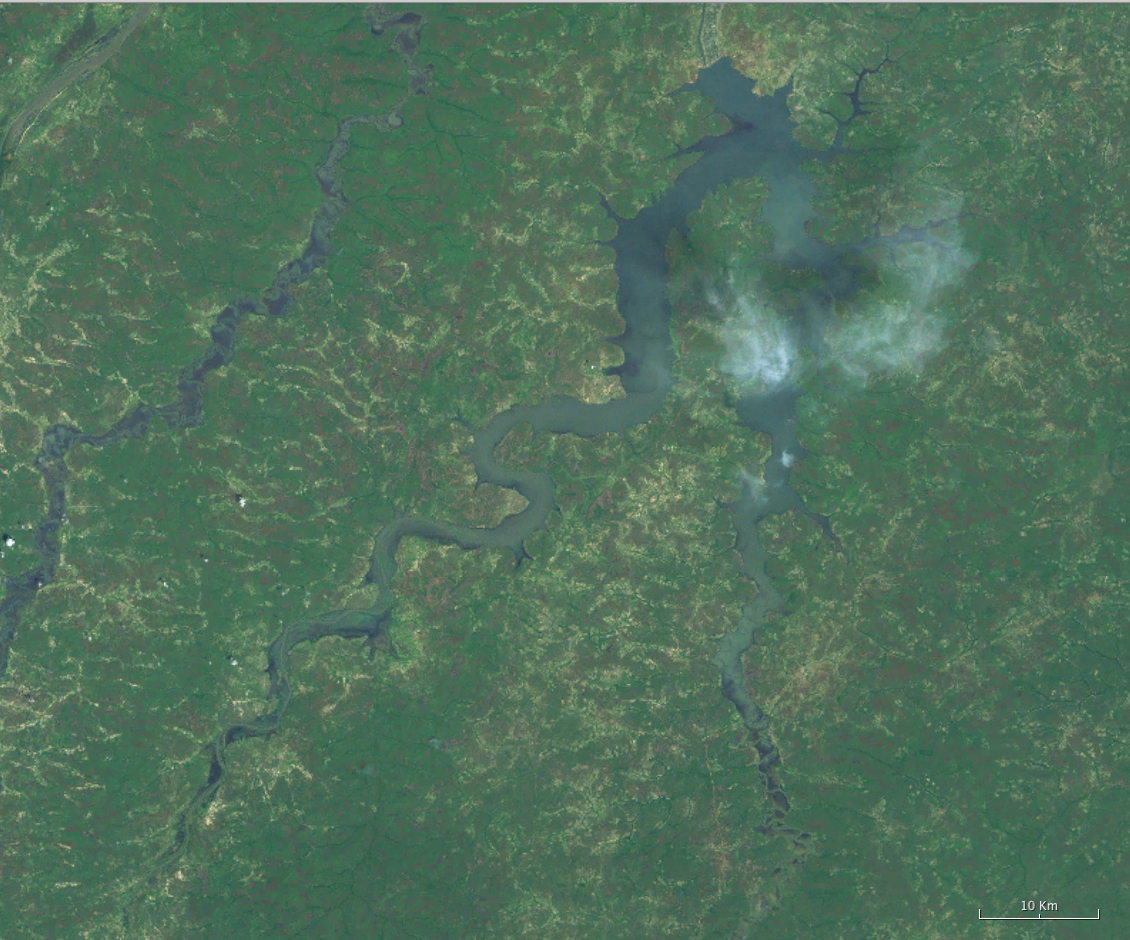
Вид на водохранилище Селэнге из космоса

Озеро Селэнге было создано в результате строительства гидроэлектростанции Селэнге в 1976—1980 годах на реке Санкарани, притоке Нигера.

## Описание
Уровень воды в Селэнге варьирует, поднимаясь в дождливое и опускаясь в засушливое время года. Созданный водоём позволяет вести сельское хозяйство по орошаемых территориях, расположенных по периметру озера, а также заниматься рыболовством. С момента создания вдоль озера возникли многочисленные общины, двумя крупнейшими из которых являются города Ля-Каррьер и Фараба. Рыболовство на озере обеспечивает занятость более 8 тыс. человек. Ежегодный рыбный промысел составляет около 4 тыс. тонн. Большая часть рыбы в столице Мали Бамако поступает из Селэнге.